# Manoleasa
Manoleasa es una comuna rumana del condado de Botoșani.

## Historia
Hacia finales del siglo XIX, la comuna de Manoleasa, que por entonces pertenecía al antiguo condado de Dorohoi, estaba compuesta por las localidades de Boldul-Răzești, Domoșani (Hrițeni y Manoteasa), Flondora (la capital), Hrițeni (Pancul y Stroici), Liveni-Metropolieî (Stînca-Liveni-Noi), Stroicul, Șerpenița, Tescureni (Bajura-Timuș) y Volovăţul (Iacovachi y Stroici) y tenía contabilizada una población de 2155 habitantes.
En la segunda mitad del siglo XX la comuna de Manoleasa había pasado a formar parte del condado de Botoșani y a estar compuesta por las localidades de Manoleasa (la capital), Bold, Flondora, Iorga, Liveni, Loturi, Manoleasa-Prut, Sadoveni, Șerpenița y Zahoreni. En el censo de 2021 la comuna tenía una población de 2990 habitantes.